# Массовые убийства в Баге (2015)
Массовые убийства в Баге — серия массовых убийств, происходивших в течение пяти дней, с 3 по 7 января 2015 года, в нигерийском городе Бага на северо-востоке страны, в штате Борно, совершённых исламистской террористической организацией «Боко харам» и, по некоторым данным, продолжающихся до сих пор. По заявлению Amnesty International от 9 января, «Боко Харам», установившая контроль над Багой и другими городами северо-востока страны, ответственна за смерть более чем 2000 людей, в том числе детей и пожилых людей.
3 января 2015 года вооружённые отряды «Боко харам» захватили военную базу нигерийской армии около Баги, бывшую штаб-квартирой организации «Multinational Joint Task Force», где дислоцировались войска из Чада, Нигера и Нигерии, после чего, по сообщениям, приступили к масштабным и неизбирательным массовым убийствам, якобы завершившимся к 7 января. Более поздние сообщения определяют потери от убийств как «тяжёлые», однако  точное число жертв на данный момент не определено. Местные чиновники, ссылались на показания местных жителей, сумевших бежать от боевиков, указывают, что более 2000 человек были убиты или пропали без вести, в то время как в другом докладе отмечается, что во время резни погибли по крайней мере 100 человек.
Некоторые нигерийские правительственные чиновники, однако, опровергают данные местных чиновников и международных СМИ о количестве жертв, утверждая, что на деле их не так много, или же утверждают, что резни вообще не было и нигерийские войска отбили атаку боевиков «Боко харам».
По имеющимся данным, Бага и по крайней мере 16 других городов и посёлков были фактически разрушены, более 30 500 человек были вынуждены покинуть свои дома и бежать; многие люди пытались пересечь границу, чтобы бежать, но многие при этом утонули в озере Чад или оказались на островах этого озера. По некоторым данным, серия убийств стала следствием установления «Боко харам» контроля на 70 % территории штата Борно.